# Caverna del Dicte
La caverna del Dicte o cueva de Psicro (en griego, Δικταίο Άντρο) es una cueva de Creta (Grecia), donde hay un yacimiento arqueológico. Está ubicada a unos 1025 m de altitud, en la falda del monte Dicte, en la planicie de Lasithi, cerca del pueblo de Psicro. La cueva posee formaciones de estalactitas y estalagmitas y tiene un lago en su parte más profunda.

## Tradiciones
Una tradición señalaba que la titánide Rea había dado a luz al infante Zeus en una cueva del monte Dicte para protegerlo de su padre Crono, quien pretendía tragárselo como otros de su progenie. Una tradición alternativa mencionaba, sin embargo, que el lugar utilizado por Rea para proteger a Zeus había sido la cueva del Ida.
Por otra parte, se decía que cuando Zeus secuestró a Europa, la había ocultado en esta cueva.
Otra tradición decía que esta era la cueva donde había dormido Epiménides durante muchos años.

## Arqueología
La investigación arqueológica en el lugar fue iniciada en 1886, cuando Joseph Hatzidakis y Federico Halbherr visitaron la cueva, al igual que Arthur Evans en 1897. Poco después, desde 1899, también realizaron estudios en esta cueva David George Hogarth y Joseph Demargne. Los principales hallazgos se exponen en el Museo Arqueológico de Heraclión y en el Museo Ashmolean de Oxford (Reino Unido).
Esta cueva albergaba un santuario de montaña del periodo minoico que estuvo en uso aproximadamente desde el periodo minoico antiguo (en torno al 2800-2300 a. C.), aunque los hallazgos más destacados son del minoico medio (hacia el 1800 a. C.) y permaneció en uso ininterrumpidamente hasta el siglo VII a. C. También se han hallado huellas de presencia humana durante la época romana.
En las excavaciones de este yacimiento se ha encontrado una mesa de ofrendas de piedra en una antecámara, además de abundantes figurillas antropomórficas y zoomórficas. Entre las ofrendas halladas destacan, además de las figurillas, sellos de metal, punzones de bronce, cuchillos y anillos. También se han encontrado cerámica de estilo Kamares, espadas votivas, joyas de oro y jarras de libaciones. Por otra parte, se han hallado enterramientos, desde el periodo minoico antiguo y altares con inscripciones en lineal A.